# Маркаб
Маркаб (альфа Пегаса/α Peg) — третья по яркости звезда в созвездии Пегаса и одна из четырех звезд астеризма Большой Квадрат Пегаса. Традиционное название происходит от арабского مركب, что значит «Седло» или «Повозка».
Альфа Пегаса — гигантская звезда, принадлежащая к спектральному классу B9 III. Видимая звёздная величина 2,48. Расстояние от Солнца составляет примерно 133 световых года. Радиус звезды почти в пять раз больше радиуса Солнца.
Маркаб находится в конце звездной эволюции на главной последовательности диаграммы Герцшпрунга — Рассела. Звезда скоро войдет в фазу сжигания гелия и превратится в красный гигант, как и Солнце в будущем. Маркаб закончит свой звездный век в качестве белого карлика.